# Václav Kazimír Netolický z Eisenberka
Václav Kazimír hrabě Netolický z Eisenberka (4. března 1700 Přehořov – 15. března 1760 Praha) byl český šlechtic a rakouský státník. Pocházel z nižší české šlechty, od mládí působil v zemských úřadech Českého království. Později jako stoupenec tereziánských reforem ve státní správě zastával nejvyšší úřady v habsburské monarchii a patřil k oblíbencům Marie Terezie. V roce 1741 byl povýšen na svobodného pána a nakonec dosáhl titulu hraběte (1759). Během své kariéry dosáhl značného majetku, vlastnil statky v různých částech Čech, od roku 1738 byl majitelem panství s hradem Kost. V Praze sídlil v dnešním Fürstenberském paláci. Rod vymřel již v následující generaci v roce 1769.

## Kariéra

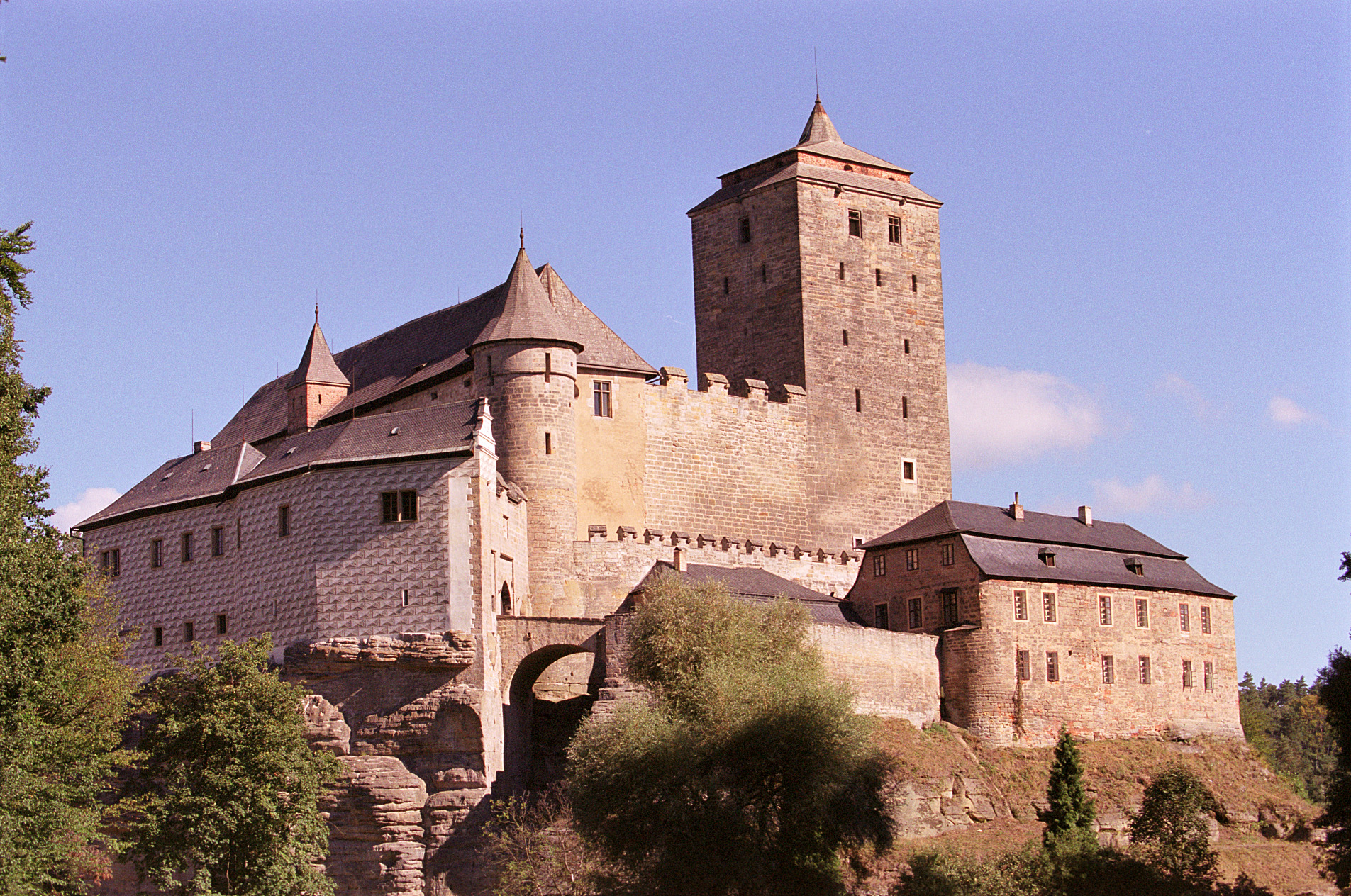
Hrad Kost, majetek Netolických od roku 1738

Pocházel ze šlechtické rodiny Netolických z Eisenberka měšťanského původu (erb a predikát z Eisenberka byl předkům udělen v roce 1599). Narodil se jako starší syn rytíře Václava Antonína Netolického (1661–1726). Původně sloužil v císařské armádě na Sicílii, ještě před otcovou smrtí se vrátil do Čech a převzal po něm úřad hejtmana bechyňského kraje za rytířský stav (1725–1732). Od roku 1727 byl královským radou a přísedícím dvorského a komorního soudu. V letech 1735–1738 byl znovu bechyňským krajským hejtmanem, poté se již zařadil mezi vyšší zemské úředníky jako purkrabí hradeckého kraje (1738–1739) a v této funkci byl členem sboru místodržících Českého království. V letech 1739–1747 zastával funkci nejvyššího zemského podkomořího.
Vrchol jeho kariéry je spojen s nástupem Marie Terezie a válkami o rakouské dědictví. V otázce nástupnických práv stál na straně Marie Terezie, díky tomu byl v roce 1741 povýšen do panského stavu a ve funkci generálního zemského válečného komisaře měl na starosti zásobování armády. V roce 1744 byl jmenován císařským tajným radou a v letech 1748–1759 byl nejvyšším dvorským sudím. Když byla v rámci tereziánských správních reforem zrušena česká dvorská kancelář, byl jmenován do čela nově zřízené české královské reprezentace (1749–1759). Díky tomu se stal nejvlivnější osobností vídeňské politiky v Čechách, na počátku sedmileté války byl znovu jmenován generálním zemským válečným komisařem. I když se s ním nadále počítalo v kariérním postupu ve správě habsburské monarchie, koncem 50. let ze zdravotních důvodů postupně rezignoval na vlivné úřady a nakonec zastával post nejvyššího maršálka Českého království (1759–1760). V roce 1759 byl na vlastní žádost povýšen do hraběcího stavu a díky dlouholeté přízni Marie Terezie mu byla odpuštěna taxa za vystavení hraběcího diplomu.

## Majetkové a rodinné poměry
Po otci zdědil statky Přehořov, Kvasejovice a Brandlín na Soběslavsku. V roce 1749 jako věřitel hrabat z Bubna získal panství Březno u Mladé Boleslavi, které však prodal již v roce 1751 Kounicům. V roce 1754 od Vratislavů z Mitrovic koupil panství Lochovice na Berounsku. Nejvýznamnější akvizicí byl nákup panství Kost, které získal v roce 1738 od zadluženého rodu Černínů z Chudenic. K panství Kost patřilo město Sobotka se zámkem Humprecht a řada vesnic. Krátce poté rozprodal rodové dědictví v jižních Čechách (například Brandlín se stal majetkem kláštera ve Zlaté Koruně), naopak dalšími nákupy rozšiřoval kostecké panství (Mladějov, 1747). Kromě toho vlastnil nemovitosti v Praze a na Malé Straně nechal přestavět do současné podoby Fürstenberský palác, který je dnes sídlem polského velvyslanectví. Z panství Kost byl v roce 1757 vytvořen fideikomis. Václav Kazimír Netolický během svého života a kariéry ve státních úřadech nashromáždil majetek v hodnotě přes tři milióny zlatých, na což upozorňovali již jeho současníci. Až do smrti měl plnou důvěru Marie Terezie, ale je zřejmé, že značná část jeho bohatství byla důsledkem korupce především v armádním zásobování během válek.
Václav Kazimír Netolický se v roce 1729 oženil s Reginou de Saint-Martin, dcerou císařského důstojníka ze Španělského Nizozemí. Měli spolu devět dětí, z nichž jen tři se dožily dospělého věku. Jediný syn Jan Adam Netolický (1731–1769) díky otcově protekci dosáhl určitého postavení ve státních službách, zároveň se ale zdiskreditoval svým soukromým životem a sňatkem s měšťankou. Panství Kost a Lochovice přešly postupně do majetku potomků jeho sester (rodiny Vratislav-Netolický a Dal Borgo-Netolický).